# نیکسون (فیلم)
نیکسون (به انگلیسی: Nixon) فیلمی ۱۹۲ دقیقه‌ای به کارگردانی الیور استون با بازی آنتونی هاپکینز است.

## خلاصه داستان
فیلم داستان زندگی رئیس‌جمهور سابق ایالات متحده «ریچارد نیکسون» از دورانی که یک پسر جوان بود تا زمانی که ریاست جمهوری اش با شرمساری پایان یافت است…

## جوایز
این فیلم کاندیدای ۴ اسکار (کاندیدای اسکار بهترین موسیقی-کاندیدای اسکار بهترین فیلمنامه غیر اقتباسی-کاندیدای اسکار بهترین بازیگر نقش مکمل زن-کاندیدای اسکار بهترین بازیگر نقش اول مرد) در سال ۱۹۹۶ شد.